# Bücknitz
Bücknitz ist eine ehemalige Gemeinde im Brandenburger Landkreis Potsdam-Mittelmark und seit der Gemeindegebietsreform 2002 einer von drei Ortsteilen der Stadt Ziesar.

## Geografie
Bücknitz liegt etwa 30 Kilometer südwestlich der Stadt Brandenburg an der Havel am Rand des Fiener Bruchs beziehungsweise der sich auf einem eiszeitlichen Schwemmkegel entwickelten bewaldeten Bücknitzer Heide. Die Gemarkung wird vom kleinen Fluss Buckau und dem Strynzelbach durchzogen. Die Gemeinde Bücknitz ist umgeben von Grün- und Ackerland sowie großflächigen Waldgebieten.

## Geschichte
Die älteste bekannte schriftliche Erwähnung des Dorfes stammt aus dem Jahr 1420. In dieser war von einem Dorf „Buckenitz“ die Rede. Das älteste Gebäude im Ort ist die Dorfkirche Bücknitz aus dem 13. Jahrhundert, die aus behauenen Feldsteinen erbaut wurde.
Zum Ort gehörten mehrere Buckaumühlen. Die Eulenmühle wird gelegentlich als Sägemühle betrieben. Sie ist ein Kleinwasserkraftwerk und gastronomische Einrichtung und ein Wohnplatz der Stadt Ziesar. In der Krügermühle, die bis Anfang der 1990er Jahre noch gewerblich genutzt wurde, wurden früher Mehl und Schrot gemahlen. Gleichzeitig befand sich dort eine Bäckerei. Sie wird von einem gemeinnützigen Verein als Museum und Kleinwasserkraftwerk betrieben. Von der Herrenmühle im gleichnamigen Gemeindeteil zeugen nur noch die Mauern. Sie wurde bis zum Zweiten Weltkrieg als Papierfabrik genutzt.
Bücknitz wurde am 1. März 2002 nach Ziesar eingemeindet.

## Kultur und Sehenswürdigkeiten
In der Liste der Baudenkmale in Ziesar stehen die in der Denkmalliste des Landes Brandenburg eingetragenen Baudenkmale.
In der aus Feldsteinen erbauten spätromanischen Kirche von Bücknitz werden seit 1998 jährlich die Bücknitzer Sommerkonzerte in der Kirche veranstaltet. Um die Kulturveranstaltungen kümmert sich der Kulturförderverein Bücknitz e. V.
Eine Sehenswürdigkeit in Bücknitz ist das Industriedenkmal Krügermühle Bücknitz, eine Industriewassermühle aus dem Jahre 1905, welche im Jahre 2003 an einen Verein verkauft worden ist, der das Denkmal seitdem restauriert und die Technik wieder funktionsfähig gemacht hat.

## Infrastruktur
Die Gemeinde ist an eine zentrale Trink- und Abwasseranlage angeschlossen. Die Haushalte werden mit Erdgas versorgt. Bücknitz wird von der Landesstraße 96 gequert und besaß einen Bahnanschluss an der Bahnstrecke Wusterwitz–Görzke. Der Personenverkehr auf der Strecke wurde 1971 eingestellt. Nach der Deutschen Wiedervereinigung 1989 wurde auf dem Gelände des ehemaligen DDR Staatsreservelagers Bücknitz ein Versandstandort der Firmen Quelle und Schöpflin aufgebaut, die den Gleisanschluss für den Güterverkehr spätestens bis Januar 1999 nutzten. Der spätere Eigentümer DHL nutzte für die Transporte ausschließlich LKW.

## Politik
Die im Jahr 2024 gewählten Ortsbeiräte von Bücknitz sind:
- Tobias Danker
- Caroline Gabriel
- Kerstin Borowszak

Aus ihrer Mitte wurde Tobias Danker zum Ortsvorsteher gewählt.